# ميناس (بطريرك القسطنطينية)
ميناس، أو مينا (باليونانية: Μηνάς) هو بطريرك القسطنطينية الخامس والخمسون. يعتبر من المنتصرين لمقررات مجمع خلقيدونية، ولذلك، فالكنيستان الأرثوذكسية الشرقية والرومانية الكاثوليكية تعدانه من القديسين.
ولد ميناس في الإسكندرية، وفيها نشأ وتعلم. انضم إلى السلك الكهنوتي، ليشغل منصب مدير لمستشفى القديس شمشون في القسطنطينية، وإن التقليد يجعله من رسم شمشون، كاهنا. عينه الإمبراطور جستينيان بطريركا في 13 مارس 536. وبوضع يد البابا أغابيتوس، كُرس ليخلف أنثيموس، الذي أدين لهرطقة الطبيعة الواحدة. كانت هذه المرة الأولى التي كرس فيها أحد باباوات روما، بطريركا للقسطنطينية.

## التاريخ
بعد انتخابه بفترة وجيزة، حاز السماح من الإمبراطور لدراسة وضعية أنثيموس في مجمع الأساقفة. بعد سلسلة من خمس جلسات (من 2 مايو إلى 4 يونيو 536)، أدان السينودس أنثيموس البطريرك السابق. وضمن الجهود المبذولة من جستينيان، تدخل هذا الأخير لرأب الانقسام المتصاعد بين بطريركي القسطنطينية وأورشليم. أيضا، يذكر أن ميناس اتخذ في وقت لاحق موقفا ضد أوريجانوس، وهذا ما ما انجر عنه جدل الفصول الثلاث، الذي أدينت بمقتضاه كتابات بعينها لأعلام لاخلقيدونية. بسبب هذه التحركات، قطع أغابيتوس أسقف روما الشركة معه في عامي 547 و551 "لتعديه على صلاحيات البابا"؛ لكن في كلتا الحادثتين، سرعان ما رفع الحرم عنه. ولتحركاته هذه، اعتبر ميناس، ولأكثر من مرة، تهديدا قدام الهيمنة البابوية على القسطنطينية. مباشرة بعد أحداث 536، التي يمكن اعتبارها انتصارا على أصحاب الطبيعة، ابتدأت حملة واسعة من سيامة الأساقفة من أصحاب الطبيعة، هذا أدى إلى تشكيل كنيسة غير خلقيدونية منفصلة، الكنيسة السريانية الأرثوذكسية، والتي أعلنت شراكتها مع بقية الكنائس الرافضة لمجمع خلقيدونية. وعليه، لم تثمر جهود جستينيان وميناس في ضمان الوحدة العقائدية للكنيسة، بل باءت بالفشل.

## الإنجازات والتطويب
خلال اعتلائه سدة البطريركية، كرست كنيسة آيا صوفيا المبنية من جستينيان، لتصير مقر بطاركة القسطنطينية ولتعتبر، ولمدة طويلة، أضخم مبنى في العالم. كما كلفه الإمبراطور في عام 551 باستدعاء أساقفة العالم، لحضور ما سيكون المجمع المسكوني الخامس بغية التوفيق بين الكنائس الغربية والشرقية حول جدل الفصول الثلاث. رقد ميناس بسلام في الرب عام 552، أي قبل بداية أولى جلسات المجمع، الذي سيرأسه في العام الموالي، خلفه، البطريرك أوتيخيوس.
يعيد للقديس ميناس، بطريرك القسطنطينية يوم 25 أغسطس من كل سنة، حسب التقاليد الأرثوذكسية الشرقية والكاثوليكية، لانتصاره لعقائد المجمع الرابع في خلقيدونية ولخدمته الإيمان القويم.